# Binh biến Trần Kiều
Binh biến Trần Kiều (Hán tự: 陳橋兵變) là cuộc đảo chính chính trị do Triệu Khuông Dẫn (927-976) cầm đầu, lật đổ nhà Hậu Chu, thành lập nên nhà Tống có thời gian tồn tại 320 năm ở Trung Quốc. Binh biến Trần Kiều diễn ra năm 960. Kết quả cuộc binh biến, Triệu Khuôn Dẫn lên ngôi vua, tức là Tống Thái Tổ của nhà Tống. Cuộc binh biến đặc biệt vì hầu như không xảy ra đổ máu, là một trong những cuộc thay đổi triều đại hiếm hoi ở Trung Quốc không xảy ra cảnh đổ máu.

## Bối cảnh
Năm 959, Hậu Chu Thế Tông Sài Vinh chết ở tuổi 38. Trước đó ông đã sắp xếp sẵn hậu sự, dọn đường cho người con bảy tuổi là Sài Tông Huấn lên ngôi. Thế Tông cho rằng người có thể uy hiếp tới con trai ông là người con rể của Hậu Chu Thái Tổ Quách Uy là Trương Vĩnh Đức, đang giữ chức Điện tiền đô điểm kiểm, tức chỉ huy toàn bộ cấm quân. Thế Tông bèn bãi chức của Trương Vĩnh Đức và cử Triệu Khuông Dẫn làm Điện tiền đô điểm kiểm. Triệu Khuôn Dẫn vốn là một danh tướng từng lập nhiều công lao trong các chiến dịch chinh phạt Nam Đường qua hai triều Thế Tổ, Thế Tông, đến nay nắm toàn bộ đại quyền chỉ huy quân đội.
Sau khi Thế Tông băng hà, tể tướng Phạm Chất theo di chiếu đưa con trai ông là Sài Tông Huấn lên ngôi, tức là Hậu Chu Cung Đế. Mẹ kế của Cung Đế là Phù hậu được đưa lên làm Hoàng thái hậu. Triệu Khuông Dẫn ngoài chức Điện tiền đô điểm kiểm, được phong thêm chức Thái úy, nắm thêm quyền hành tư pháp. Bạn thân của ông là Mộ Dung Diên Chiêu làm Phó đô điểm kiểm. Triệu Khuông Dẫn lúc này tập trung mọi quyền lực thực tế trong tay và đã xây dựng được mối quan hệ chặt chẽ với các tướng lĩnh quân đội qua nhiều năm chinh chiến, những điều kiện thay đổi triều đại đã chín muồi.

## Diễn biến

### Triệu Khuông Dẫn đem quân "chống Liêu"
Năm 960, có tin đồn liên quân Bắc Hán và Liêu lại nhăm nhe tấn công Hậu Chu. Hậu Chu Cung Đế Sài Tông Huấn tuổi nhỏ, lại là mẹ góa con côi, nghe theo lời tể tướng Phạm Chất, ra lệnh cho Triệu Khuông Dẫn, lúc này là Thái úy, đem quân đi đánh.

### Quân đội khuôn phò
Ngày ba tháng giêng, khi quân của Triệu Khuông Dẫn đi được 40 dặm, đến đóng quân ở Trần Kiều dịch thì có người nhìn thấy 2 mặt trời đánh nhau. Mọi người cho rằng đây là việc chuyển giao Thiên mệnh, khí số Hậu Chu đã hết, Thiên mệnh ứng trên người Triệu Khuông Dẫn. Quân sĩ thấy thế ai cũng reo lên, các tướng lĩnh thì xin Triệu Khuông Dẫn nắm lấy hết binh quyền mà tự lập. Triệu Khuông Dẫn còn do dự, em của ông là Triệu Khuông Nghĩa và mưu sĩ Triệu Phổ nhân lúc ông đang ngủ liền lấy hoàng bào khoác lên mình ông. Đến đây thì ông đồng ý tự lập, nhưng bắt các tướng thề phải trung thành tuyệt đối với mình, các tướng và quân sĩ đều phát lời thề.

### Chính biến
Triệu Khuông Dẫn lập tức dẫn quân về kinh đô Biện Lương và kéo thẳng vào thành. Bị bất ngờ, triều đình Hậu Chu thấy không thể phản kháng lại, đều cùng quỳ xuống tôn ông lên làm vua. Hậu Chu Cung Đế bị buộc phải nhường ngôi. Triệu Khuông Dẫn lên ngôi hoàng đế. Triệu Khuông Dẫn trước kia từng giữ chức Quy Đức tiết độ sứ, cai quản Tống châu; trong thời Xuân Thu thì Tống châu là lãnh địa của nước Tống, do đó đặt quốc hiệu là Đại Tống, định đô tại Khai Phong, đặt niên hiệu Kiến Long.
Sài Tông Huấn và mẹ được tha chết và phong làm vương, thế tập và ăn lộc phiên vương nhưng đời đời không được đụng đến chính sự. Nhà họ Sài còn được ban cho đơn thư thiết khoán có tác dụng miễn tử.